# 동광초등학교 학림분교
동광초등학교 학림분교는 대한민국 충청북도 보은군 보은읍 중동3길 16 (중동리)에 있었던 공립 초등학교이다.

## 연혁
- 1956년 4월 1일 삼산국민학교 학림분교장 개설
- 1960년 4월 1일 학림국민학교 승격
- 1980년 3월 17일 병설유치원 개원
- 1996년 3월 1일 학림초등학교로 개칭
- 2000년 3월 1일 동광초등학교로 편입
- 2003년 3월 1일 폐교